# Jurgov
Jurgov (polsky Jurgów maďarsky Szepesgyörke, německy Jurkau, Joerg) je malá vesnička na Spiši, ve které žije okolo 900 obyvatel. Původně obec téměř výhradně osídlená Slovenským etnikem (součást Uherska, v letech 1939–1945 patřila Slovensku) byla roku 1945 anektována Polskem (spolu 13 spišských a 12 oravských obcí). Nachází se v jeho jižní části u hranic se Slovenskem.

## Pamětihodnosti

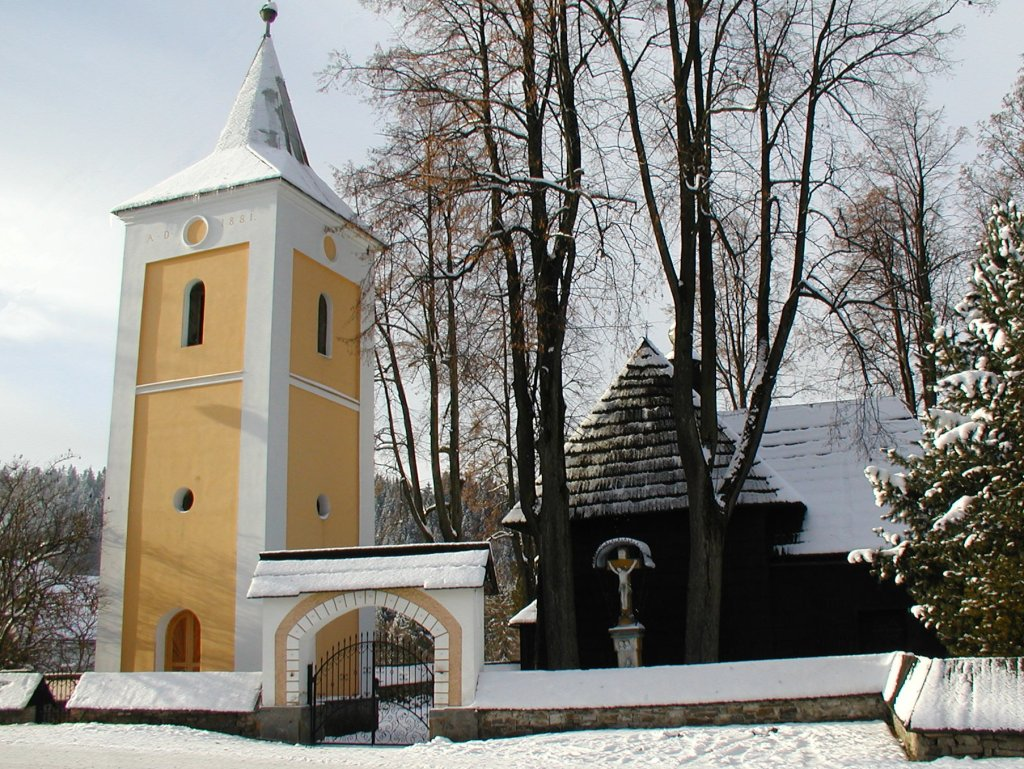
Farní kostel v Jurgově

- Dřevěný kostel Sv. Sebastiana postavený kolem roku 1670, který stále využívá římskokatolická farnost v Jurgově. Kostel byl dvakrát rozestavěný, v roce 1811 a podruhé v roce 1869. Střecha je šindelová. Obklopený je mohutnými lipovými stromy. Interiér je rokokový, nachází se v něm hodně vyřezávaných dřevěných figurek andělíčků, svatých apod.
- Seskupení dřevěných pastýřských kolib, které se nachází při cestě k hraničnímu přechodu se Slovenskem. Koliby byly přivezeny z tatranských polan, když jurgovčané ztratili právo, aby tam mohli pást svůj dobytek.
- Pila poháněná vodním kolem, která funguje dodnes. Majitelem je jurgovský urbár.

V Jurgove se nachází také muzeum.

## Osobnosti
- Alojz Miškovič, slovenský historik a literární historik